# Krokbäcken
Krokbäcken är en liten ort i Gräsmarks socken belägen vid sjön Rottnen cirka 15 kilometer väster Sunne i Sunne kommun.
Konstnären Sven Schützer-Branzen (1925-2006) hade sin ateljé i Krokbäcken. Ateljén finns fortfarande kvar, men är endast vid speciella tillfällen öppen för allmänheten.